# 두 남자와 한 여자
《두 남자와 한 여자》(Sibling Rivalry)는 미국에서 제작된 칼 라이너 감독의 1990년  영화이다. 커스티 앨리 등이 주연으로 출연하였고 리즈 글로처 등이 제작에 참여하였다.

## 출연

### 주연
- 커스티 앨리
- 스콧 바큘라
- 제이미 거츠

### 조연
- 에드 오닐
- 빌 풀만
- 샘 엘리어트
- 프란시스 스턴하겐

## 기타
- 미술: 지닌 클로디아 오프월
- 배역: 마시 리로프